# ヴィーナスとアドニス、キューピッド (カラッチ)
『ヴィーナスとアドニス、キューピッド』（西: Venus, Adonis y Cupido, 英: Venus, Adonis and Cupid）は、イタリアの巨匠アンニーバレ・カラッチが1590年ごろ、キャンバス上に油彩で制作した絵画である。1664年にスペインの王室コレクションに入ったが、1827年には不謹慎とされた裸体画であったために王立サン・フェルナンド美術アカデミーの「保管室」に収蔵された。作品は1965年に再発見され、現在はマドリードのプラド美術館に所蔵されている。
アンニーバレは17世紀イタリアバロック絵画の最もよく知られた画家の1人で、1560年にボローニャで生まれ、1609年にローマで死去した。アンニーバレと兄のアゴスティーノ、従兄弟のルドヴィコの3人は「アカデミア・デッリ・インカンミナーティ」と呼ばれた美術アカデミーを創設し、ボローニャ派絵画の発展の先駆けとなった。 アンニーバレとカラヴァッジョは17世紀の最も影響力のある画家のうちに数えられ、彼らの独自の芸術様式で絵画をマニエリスムからバロックへと移行させた。

## 主題
ヴィーナスとアドニスの神話は最初、オウィディウスの『変身物語』第10巻に叙述されたもので、物語の中でも最も広く知られている。アドニスは神々たちよりも美しい容貌の若い青年であったが、近親相姦で生まれた存在であった。ある日、息子のキューピッドと森の中で遊んでいると、ヴィーナスは彼の恋の矢に射抜かれてしまう。傷口は彼女が思ったより深く、その傷が治癒する前に彼女はアドニスを見てしまう。ヴィーナスはたちどころに彼に恋をし、他の恋人たちのこともオリュンポスにおける彼女自身の生活のことも忘れた。ヴィーナスはディアナのような身なりをし、アドニスの狩猟を助けたが、彼に警告する。「勇猛なものと対峙する時、勇猛さは危険よ。馬鹿なことはしないで、私を危険な目に合わせないで。あなたの栄光が私にとって大いなる損害とならないように、生まれつき力の備わった生き物を挑発しないようにして」 。ヴィーナスが白鳥とともに天に向かった時、アドニスは野性のイノシシを挑発し、殺されてしまう。彼女は彼を助けるために急いで向かったが、遅すぎた。ヴィーナスは彼の血を花に変えたが、それは毎年咲いて、彼女に自身の悲しみと彼らの愛を思い出させることになる。

## 作品
『ヴィーナスとアドニス、キューピッド』で、アンニーバレはヴィーナスとアドニスが最初に出会う場面を描いている。森の風景の中に3人の主要人物が配置されている。ヴィーナスはキューピッドを抱いており、キューピッドはヴィーナスの方を指している。ヴィーナスは向かいにいるアドニスを見ており、アドニスも彼女の方を見ている。木々の枝をかき分け、ヴィーナスのもとにやってきたアドニスは3匹の犬を伴なっている。キューピッドの矢による血は、いまだにヴィーナスの胸の上に見える。
作品は、ティツィアーノ、コレッジョ、ヴェロネーゼらの画家および古代ギリシアの彫刻の影響を示している。絵画は対角線上に構成され、その構図はヴェロネーゼの強い影響を表している。絵画はまた、ゆるやかな筆致と輪郭線のはっきりとした筆致を使用することで、自然主義的な外観を呈している。色彩は画面の大部分で抑制されているが、人物においては生き生きとしており、人物に鑑賞者の注意を引く。
場面は劇的、物語的な要素を排除しており、身振りと視線の交換によって描写される感情的な面に焦点を当てている。「出会いの官能性は、人物の量感の三次元性と穏やかなキアロスクーロによって伝えられている」 が、それはとりわけヴィーナス像に見られる。アンニーバレは、この点において、さらに鑑賞者を引き込む身振りの使用においてコレッジョの強い影響を受けている。この絵画は、ティツィアーノがフェリペ2世 (スペイン王) のために制作した『ヴィーナスとアドニス』 (プラド美術館) を含む神話画連作「ポエジア」とも直接的な関係がある。実際、3人の人物の描写と神話の詩的解釈はティツィアーノの同主題作を想起させる。
アンニーバレは、この絵画で写実主義と理想的古典主義という芸術様式の領域を超越している。彼のより初期の『豆を食べる男』 (コロンナ絵画館) などの絵画は、画家の素晴らしく幅広い様式の中で、その一面にすぎない写実主義的な作品を制作する能力を表しているが、画家は、風俗画、風景画、肖像画、神話・古典的絵画、さらにカリカチュアや宗教的委嘱作品も描いたのである。

## 人物像

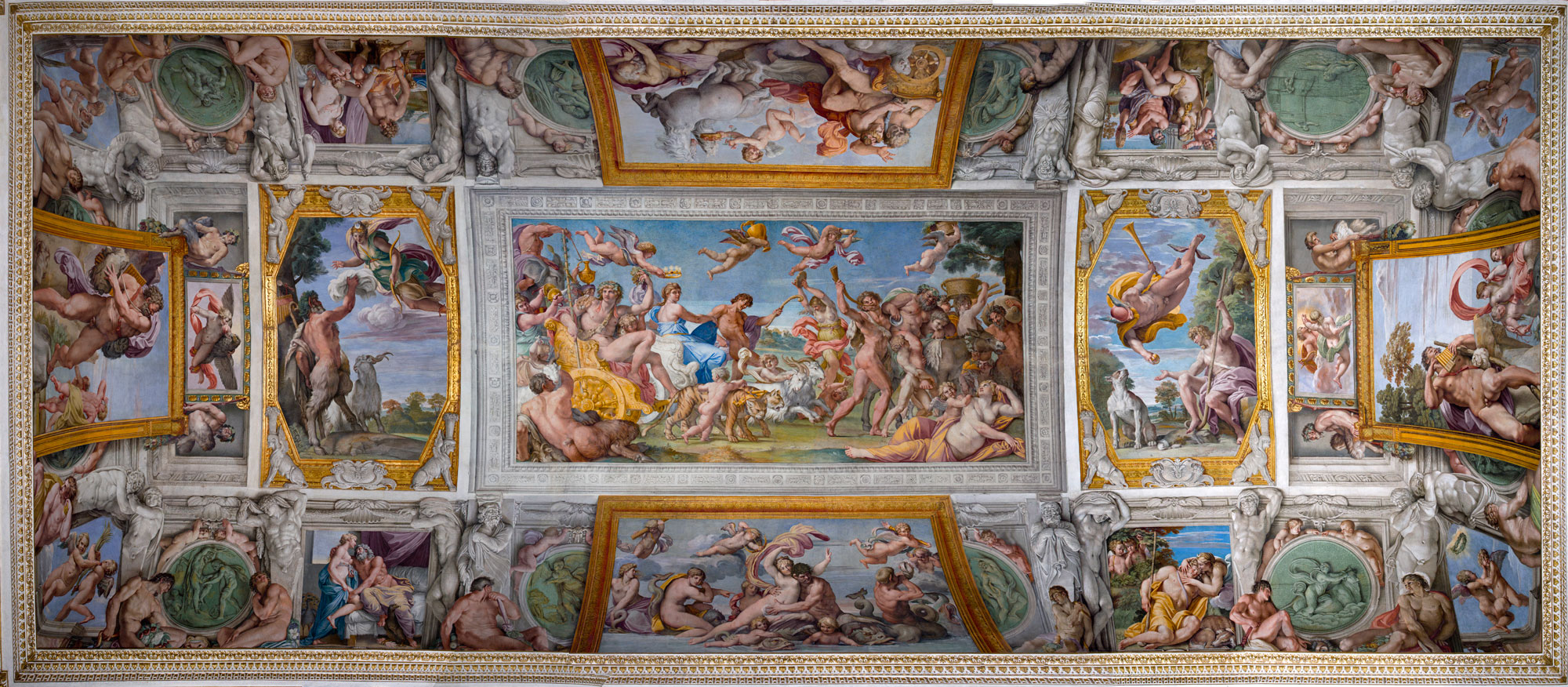
アンニーバレ・カラッチ『ファルネーゼ宮殿天井画』 (1597-1608年) 、ファルネーゼ宮殿、ローマ

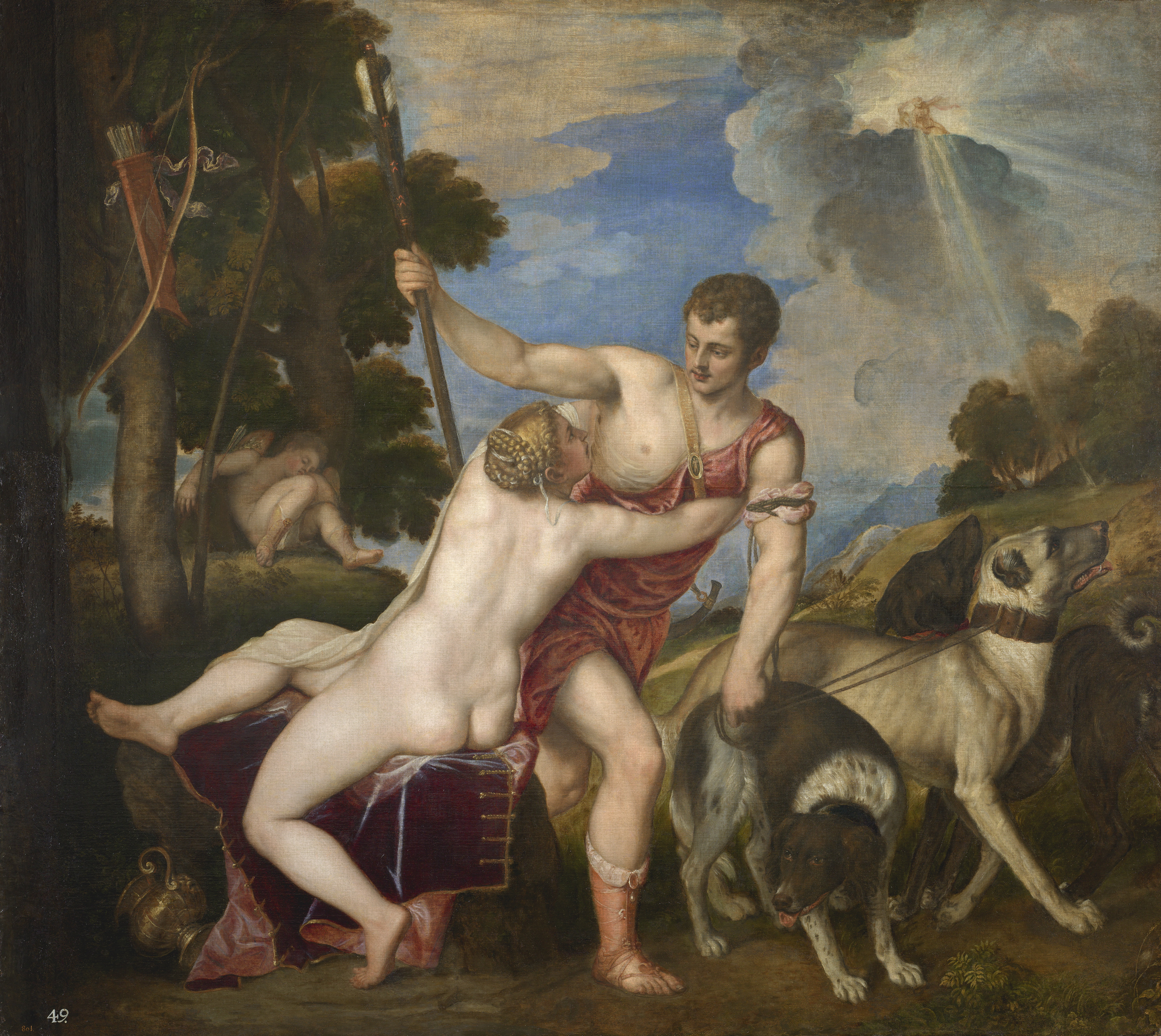
ティツィアーノ『ヴィーナスとアドニス』 (1554年) 、プラド美術館

ヴィーナス、アドニス、キューピッドの人物像は非常に細部まで描かれ、以前のミケランジェロやラファエロの作品に見られる古典的な要素を持っている。キューピッドとヴィーナスの身体は捻じれており、全体の構図は対角線にもとづいている。ヴィーナスとキューピッドは裸体である一方、アドニスは狩猟者としての性質を反映する動物の毛皮を身に着けている。彼はまた、風になびいている青色と黄色の布地を身体に掛け、左手には弓矢を持っている。古代ギリシアでは、アフロディーテ (ヴィーナス) は常に裸体で描かれていたが、裸体表現は彼女を愛の女神として表す特質の1つであった。古代ギリシアの他の女性彫像は、厚い衣服を纏っている。 
アドニスとヴィーナスはお互いを見つめあうことで場面の感情的緊張を高めており、キューピッドは鑑賞者を見つめて場面に誘っている。彼の手は、ヴィーナスの方を、おそらく彼女の胸にある傷の方を指しているようである。キューピッドはヴィーナスを射抜いた矢を持っており、ヴィーナスの胸の真ん中の傷はいまだに目につく。キューピッドはまだ赤ん坊の脂肪がついた丸みのある身体をしているが、アドニスは古代ギリシアの英雄男性の裸体彫刻に典型的な筋肉質の身体をしている。
アンニーバレが後に制作した『ファルネーゼ宮殿天井画』は、これらの様式的特徴、すなわち、流麗な髪を持つ、斜め向きの完全に古典的な身体、部分的に布に覆われた裸体像を有している。アンニーバレはローマで何年も古代ギリシア彫刻を研究しており、とりわけ『ラオコーン群像』 (ヴァチカン美術館) に魅せられて、手紙で群像について兄のアゴスティーノに記している。
ヴィーナスの豊満な身体は、上述のプラド美術館の『ヴィーナスとアドニス』に見られるようなティツィアーノの女性裸体像を描く技量に由来する 。 このティツィアーノの作品では、ヴィーナスはアドニスにしがみつき、2人はお互いをまっすぐに見つめあっている。アドニスは犬を引き連れ、簡素な風景が描かれた背景にはキューピッドがいる。アンニーバレは、構図の主要場面の背後に風景を描くという考えをやはりティツィアーノから採用している。アンニーバレの作品では、アドニスは灌木をかき分け、ヴィーナスの姿を露わにしている。彼の髪の毛は風になびいているが、キューピッドとヴィーナスの髪の毛も同様である。金髪の巻き毛は古代の表現から採られている。

## 構図
本作の後景は、人物像と対照されているために見分けがたい。人物像が第一の焦点であり、画面から際立っているのである。この対照性は、バロック時代に典型的な様式的慣例である。背景は非常に細部まで表され、木々、葉、小川、岩、画面上部右側にある古代ローマの遺跡と思われるものが描かれている。遺跡は過去を示唆する壊れた柱のようであり、その下には空を映す水が流れている。画面上部左側と右側の隅には森の開けた部分が見え、さらなる眺望と遠近感が与えられている。
アドニスの右脚は背景に溶解しているように見え、画家の筆致はゆるやかで、色彩は暗い。彼のサンダルは金色で、輪郭のはっきりした細部描写がなされている。ヴィーナスの下には、愛の象徴である2羽のハトがいる。左のハトは下を流れる小川から水を飲んでいる。アドニスは3匹の猟犬を伴なっているが、3匹目の犬は部分的にしか描かれておらず、情景が描かれている場面よりずっと大きく、この場面が全体のスナップショットにすぎないことを示唆する。

## 芸術様式
本作の芸術様式は画面の中で相違しており、とりわけ筆遣いは、ゆるやかなものから輪郭のはっきりとしたものまで変化している。このゆるやかなものと輪郭のはっきりとした筆致が交互になされていることにより、アンニーバレがよく知られているリアルな古典主義という概念が強化されている。背景はゆるやかな筆致と見事に混ざり合う色彩で描かれているが、人物像は緻密な細部とリアリズムで非常に古典的、理想的に表されている。人物像はすべて、非常に緻密な小さな要素を持ち合わせている。ヴィーナスの頭飾りは小さなビーズからなり、アドニスの弓、サンダル、衣服は彼の性質を表す特殊な細部を持つ。犬の首輪さえ意義深い。特異なのはキューピッドの翼に小さな赤い点があることで、おそらくヴィーナスの胸から出た血、あるいはアンニーバレの反映を表す方法なのであろう。ヴィーナスの下のピンク色の布は赤色に類似しているため、おそらく愛を表現しているのであろうが、全体がゆるやかな筆致で描かれている。作品には、3つの主要な色彩が用いられている。すなわち、黄色、青色、ピンク色が最も生き生きとしており、すべてパステル調である。すべての布は光を反射しているように見えるように、ゆるやかな白色の筆致が用いられている。

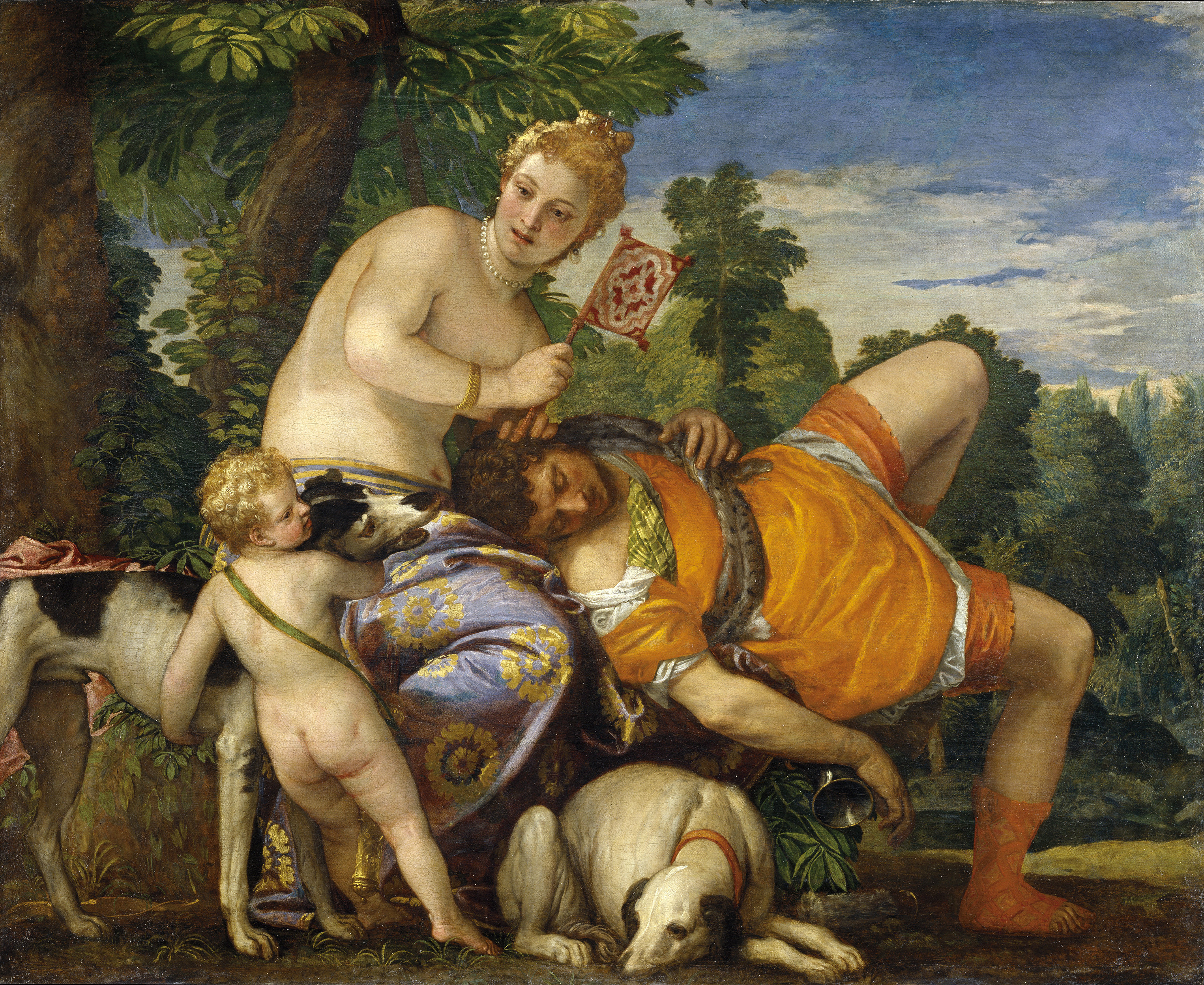
ヴェロネーゼ『ヴィーナスとアドニス』 (1580年代初頭) 、プラド美術館

アンニーバレは、本作の数年後に委嘱されたファルネーゼ宮殿天井画でおそらく最もよく知られている。彼は天井画に本作の要素を取り入れており、その中には他の神話の物語における別のヴィーナス像も含まれる。本作の力学、構図の設定、身体像の様式、アイ・コンタクトと身振りが人物の間の深い感情的関連性を伝えるために再び用いられているのである。カラッチは、パルマでコレッジョの作品を、ヴェネツィアでヴェロネーゼとティントレットを、そしてローマでも芸術を学んだ。ヴェロネーゼの『ヴィーナスとアドニス』 (1580年、プラド美術館) は、アドニスが死ぬ直前の場面を描いている。アドニスはイノシシによって傷を負わせられた後、ヴィーナスの膝の上に横たわっている。キューピッドは犬を抱き、ヴィーナスはアドニスを見る代わりにキューピッドを見ている。ティツィアーノの『ヴィーナスとアドニス』とヴェロネーゼの『ヴィーナスとアドニス』は、どちらもアンニーバレの本作に大きな影響を与えており、彼がバロック絵画の巨匠の1人になることに役立った。